# Amethystium
Amethystium é um projeto de música eletrônica/ambient/new age criado pelo produtor/compositor/multi-instrumentalista Norueguês Øystein Ramfjord. Sob o nome Amethystium, Ramfjord lançou seu primeiro EP experimental Autumn Interlude (2000). Lançou cinco álbuns de estúdio: Odonata (2001), Aphelion (2003), Evermind (2004), Isabliss (2008) e Transience (2014), todos pela Neurodisc Records com exceção do último, lançado pela AM.mu Records. Em 2006, lançou a coletânea Emblem (Selected Pieces), também pela Neurodisc Records. Em 2012, lançou o EP Aurorae pela AM.mu Records.

## Discografia

### Autumn Interlude EP
1. Ilona
2. Arcane Voices
3. Calantha
4. Meadowland
5. Autumn Interlude

### Odonata
1. Opaque
2. Ilona
3. Enchantment
4. Dreamdance
5. Tinuviel
6. Avalon
7. Calantha
8. Odyssey
9. Fairyland
10. Paean
11. Arcane Voices
12. Ascension
13. Ethereal
14. Lhasa

### Aphelion
1. Shadow to Light
2. Garden of Sakuntala
3. Exultation
4. Ad Astra
5. Gates of Morpheus
6. Autumn Interlude
7. Elvensong
8. Shibumi
9. Hymnody
10. Withdrawal
11. Berceuse

### Evermind
1. Arcus
2. Into the Twilight
3. Shadowlands
4. Break of Dawn
5. Innocence
6. Satori
7. Barefoot
8. Reverie
9. Lost
10. Fable
11. Imaginatio

### Isabliss
1. A Small Adventure
2. La Pluie
3. Treasure
4. Unbounded
5. Anthemoessa
6. Automne
7. Strangely Beautiful
8. Frosty Morning Bliss
9. Silken Twine
10. Dreamlike Insomnia
11. Elegy

### Emblem (Selected Pieces)
1. Ethereal
2. Arcus
3. Exultation
4. Autumn Interlude
5. Shadowlands
6. Fable
7. Shadow to Light
8. Dreamdance
9. Odyssey
10. Ad Astra
11. Enchantment
12. Satori
13. Elvensong
14. Meadowland
15. Anthemoessa

### Aurorae EP
1. Nightfall
2. Solace
3. Faraway
4. Outro

### Transience
1. Mono No Aware (Opening)
2. Mesmerized
3. Nightfall
4. Luminescence
5. Solace
6. Faraway
7. Saudade
8. Some Kind of Sunrise
9. Breathe Out
10. Transience
11. Epilogue